# 横浜市立岡野中学校
横浜市立岡野中学校（よこはましりつおかのちゅうがっこう）は、横浜市西区にある公立の中学校である。
部活動では、硬式女子テニス部が全国ベスト8まで出場した。

## 歴史
- 1947年（昭和22年）4月1日 - 創立
- 1958年（昭和33年）8月1日 - 岡野中軽井沢分校完成
- 1962年（昭和37年）4月1日 - 軽井沢中学校開校
- 1967年（昭和42年）8月1日 - プール完成
- 1975年（昭和50年）7月4日 - 体育館完成
- 1982年（昭和57年）3月31日 - 現在の校舎が完成
- 2002年（平成14年）8月31日 - 校庭芝生化完了
- 2007年（平成19年）8月9日 - 校内LAN完備
- 2011年（平成23年）7月 - 校内空調完備
- 2020年（令和2年）9月 − 教員の一人が料理宅配の副業をし、約140万円稼ぎ、また交通手当約18万円の不正受給をしていたことが分かり停職6か月の処分を受ける。[3]